# Lac de Boock
Le Lac de Boock est un lac situé dans le nord de l'Allemagne dans le land de Mecklembourg-Poméranie-Occidentale et l'arrondissement de Rostock.

## Source de la traduction
- (en) Cet article est partiellement ou en totalité issu de l’article de Wikipédia en anglais intitulé « Boocksee » (voir la liste des auteurs).